# Molejo
Molejo, également connu sous le nom de Molejão, est un groupe musical de pagode de Rio de Janeiro formé en 1988 dans le quartier de Méier par Anderson Leonardo, Andrezinho, Claumirzinho, Lúcio Nascimento, Robson Calazans et Jimmy Batera (batterie).
Le groupe a connu un grand succès dans les années 1990 avec les chansons "Caçamba", "Brincadeira de Criança", "Dança da Vassoura" et "Samba Rock do Molejão". 
En septembre 2016, dès que Lady Gaga sortait le 9 le single « Perfect Illusion », les internautes plaisantaient en disant que la chanson serait une version anglaise du hit « Cilada », de Molejo. La blague a stimulé les recherches de chansons de Molejo sur Spotify, qui ont augmenté de 102 % en une seule journée. Le 29 novembre, la chanteuse a fait référence à la chanson « Cilada » sur Facebook pour promouvoir son album Joanne. Dans une émission, Molejo a commenté la blague et a présenté un mashup live des deux chansons.
En octobre 2016, après six ans sans sortir un nouvel album, le groupe annonce l'album Molejo Club, composé de 16 titres. La chanson "Fofoca É Lixo" a été choisie comme premier single de l'album. Peu de temps après, en novembre, il a été annoncé qu'Andrezinho, parti en 2009, reviendrait dans le groupe en 2017,.

## Membres

### Membres actuels
- Anderson Leonardo – cavaquinho et chant (†)
- Andrezinho - vocal
- Lúcio Nascimento - percussions et chant
- Claumirzinho - tambourin et chant
- Jimmy Batera – batterie et chant
- Robson Calazans - percussions et chant

### Anciens membres
- William Araújo – guitare et chant
- Vadinho – percussions et chant.
- Marquinhos Pato - reco-reco et chant

## Discographie

### Albums
- Grupo Molejo (1993)
- Grupo Molejo - Volume 2 (1995)
- Não Quero Saber de TiTiTi (1996)
- Brincadeira de Criança (1997)
- Família (1998)
- Polivalência (2000)
- Prepara o Corpo (2001)
- Não É Brinquedo Não (2002)
- Alô Comunidade (2003)
- Warner 30 Anos - Molejo (2006)
- Todo Mundo Gosta (2008)
- Voltei (2010)
- 25 Anos - #obaileesemparar Ao Vivo (2014)
- Molejo Club (2016)